# Tuftage

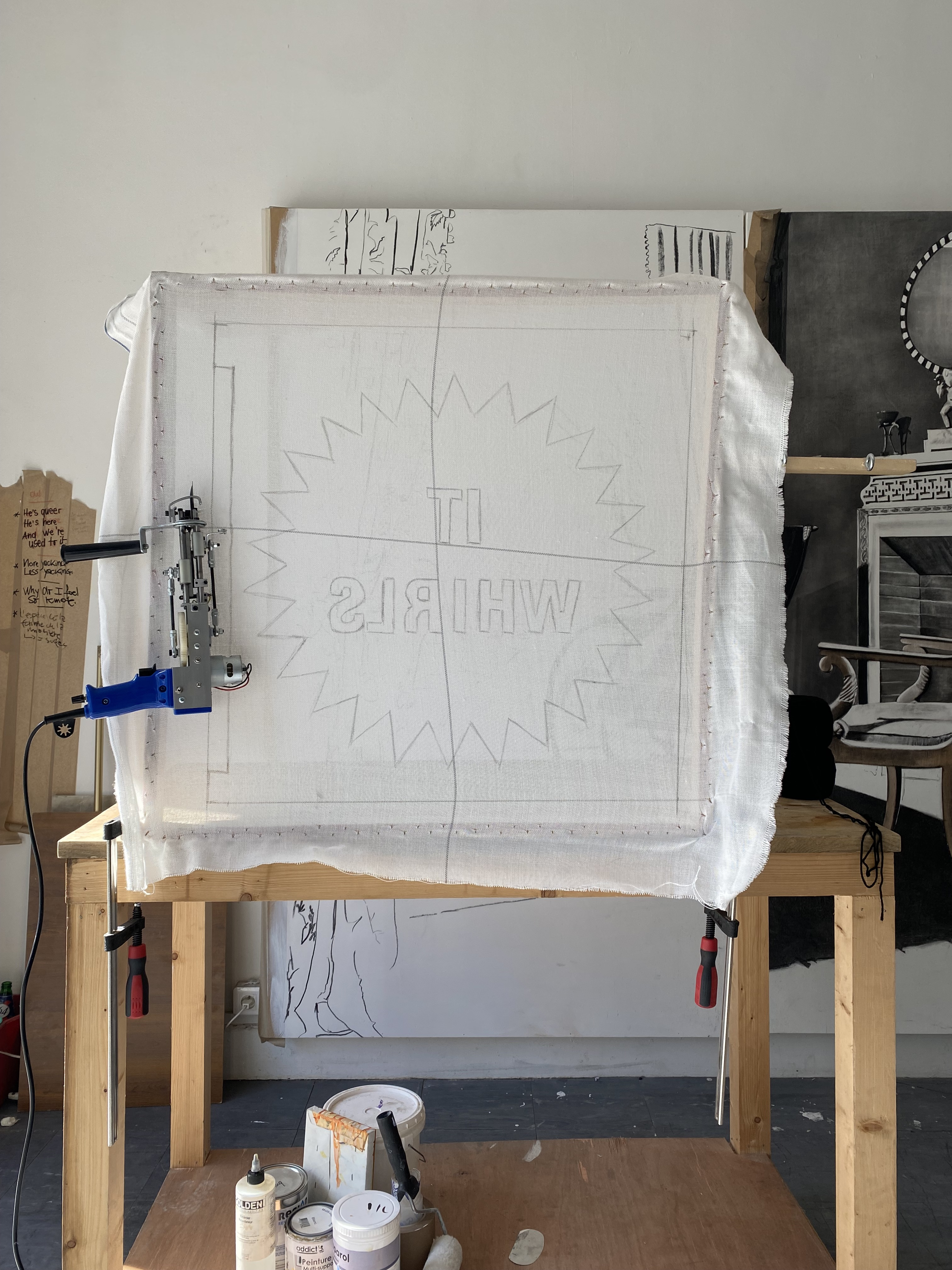
Canevas de touffetage.

Le tuftage ou touffetage est une technique textile consistant à insérer parallèlement et en continu des fils (de différents types) dans un dossier primaire, lui-même étant un canevas ou un support textile préfabriqué. Une fois le dossier primaire terminé, une seconde couche est apposée au dos et en général collée avec du latex ou du polyuréthane pour consolider l'ensemble. Cette technique sert notamment à confectionner une moquette ou un tapis, à moindre coût que suivant d'autres techniques comme le nouage et le tissage. Il est aussi employé pour réaliser des pelouses artificielles.  Le nom de tuftage vient de l'anglais tuft qui signifie touffe.
Le tuftage est souvent considéré comme une technique récente, mais il est inspiré de techniques artisanales plus anciennes. Il existe différents outils de touffetage (pistolet à touffeter ou tufting gun), le cut et le loop, la différence réside dans la finition du tapis.

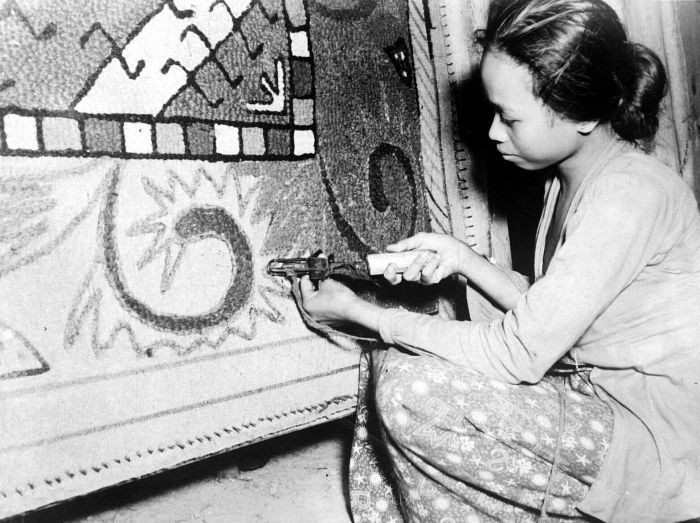
Motifs touffetés sur un tapis en Indonésie.
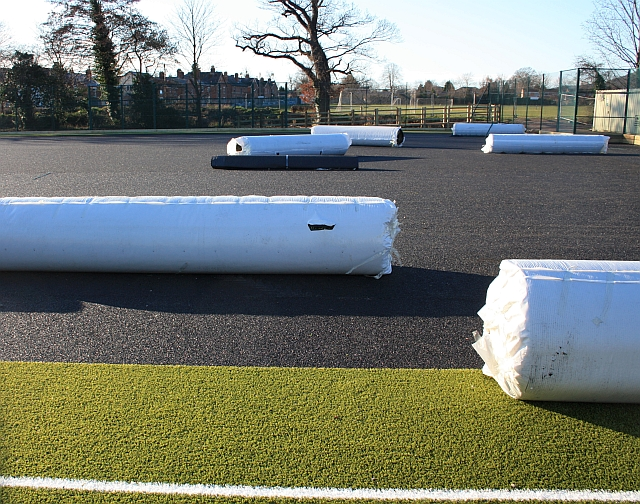
Rouleaux de pelouse artificielle.
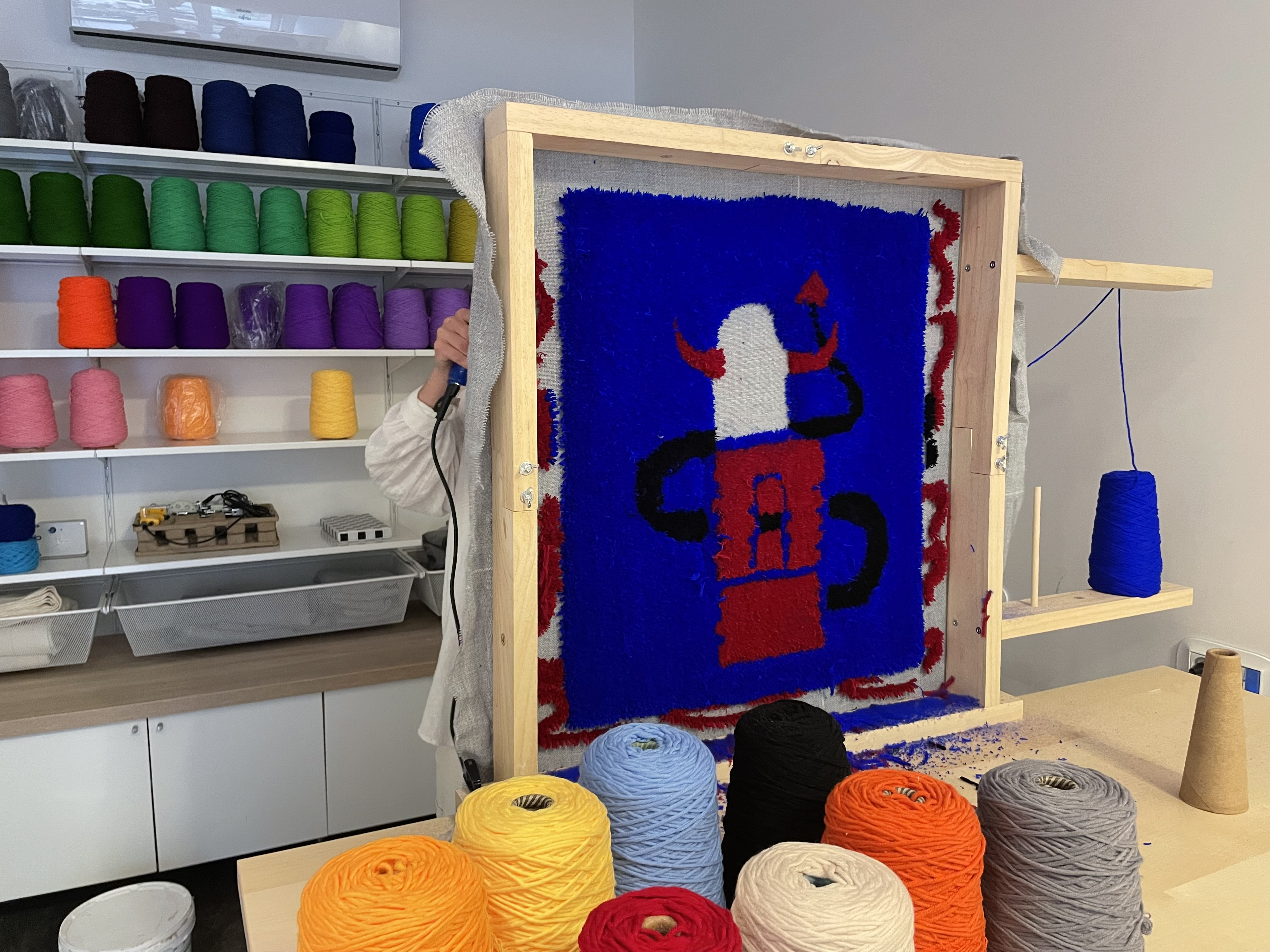
Atelier de touffetage.

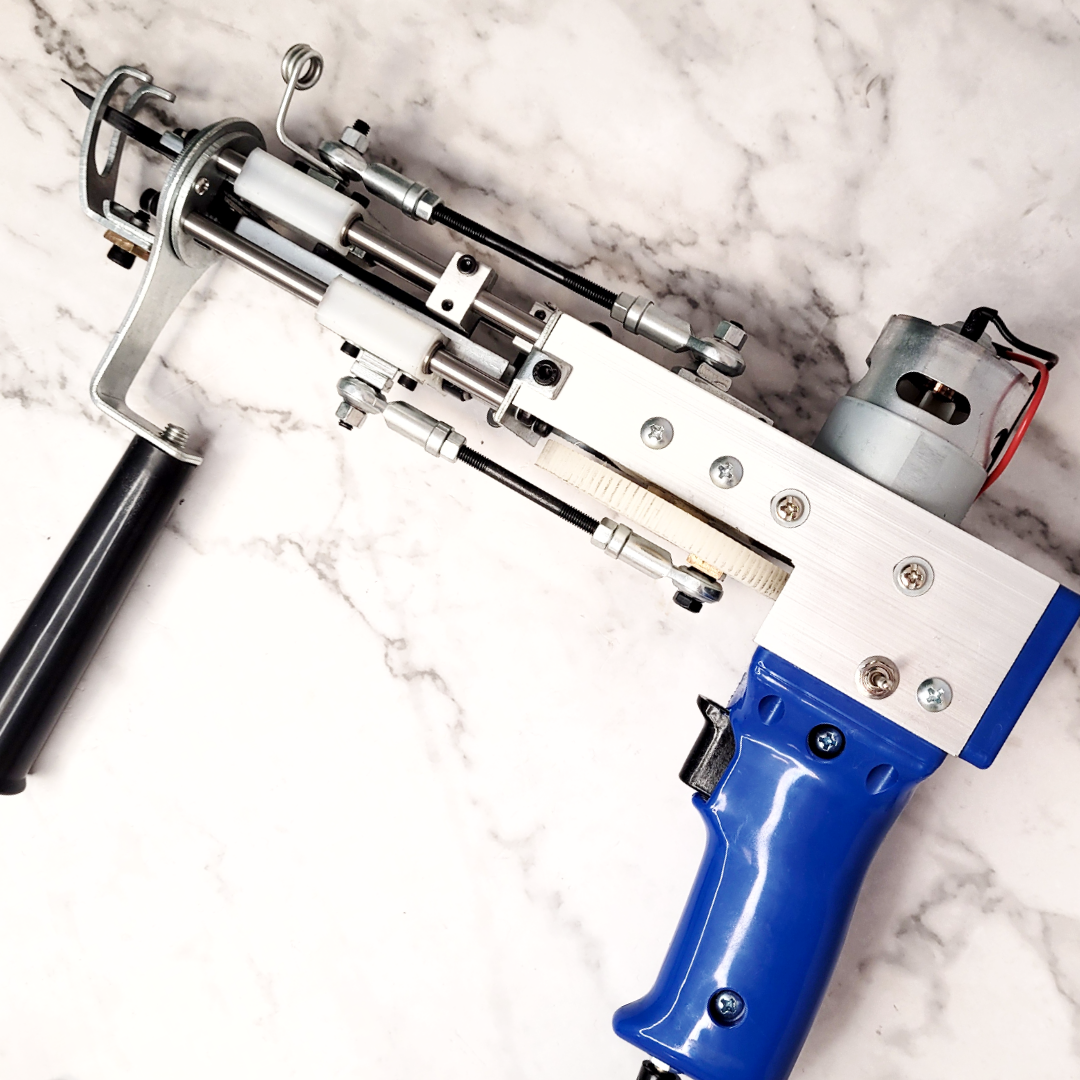
Un pistolet à touffeter

Le tuftage peut être réalisé à la main ou à l'aide d'une machine ou pistolet à touffeter. Des bobines de fil alimentent des aiguilles qui piquent les touffes à travers un tissu tendu sur un cadre. On colle alors le dossier secondaire. La surface est ensuite modifiée pour donner une impression de velours.
Ce procédé est apprécié pour son moindre coût. L'Allemagne compte par exemple 85% de produits touffetés contre seulement 10% de tapis réalisés par tissage .